# Ҁ
Копа (ҁ) е знак от църковнославянската азбука, която била създадена по подобие на гръцката буква Копа. Използвала се е единствено, за да бележи числото 90. Понастоящем не се използва в нито една славянска азбука.